# Betula platyphylla
Betula platyphylla es una especie de árbol perteneciente al género Betula. 

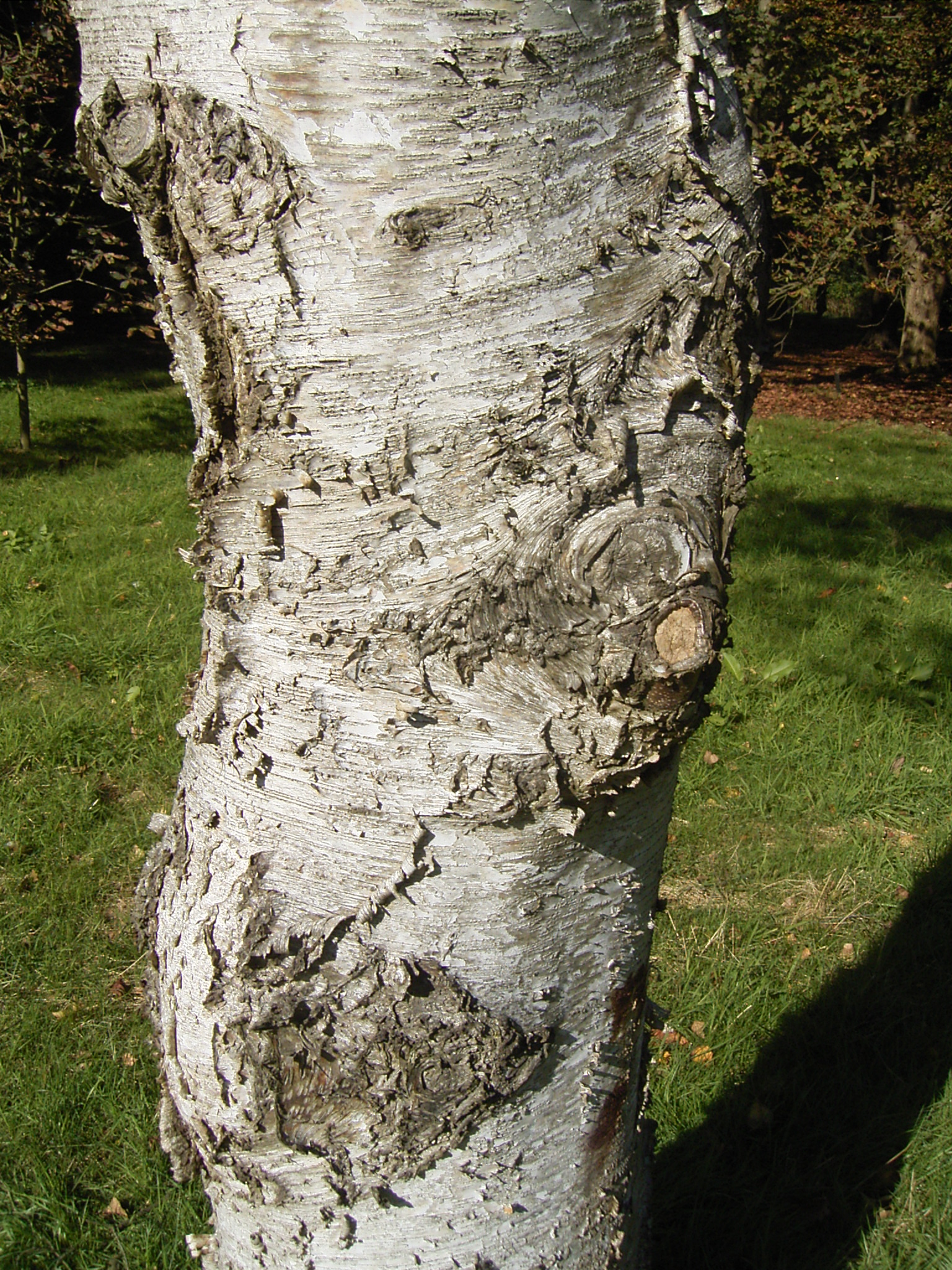
Tronco

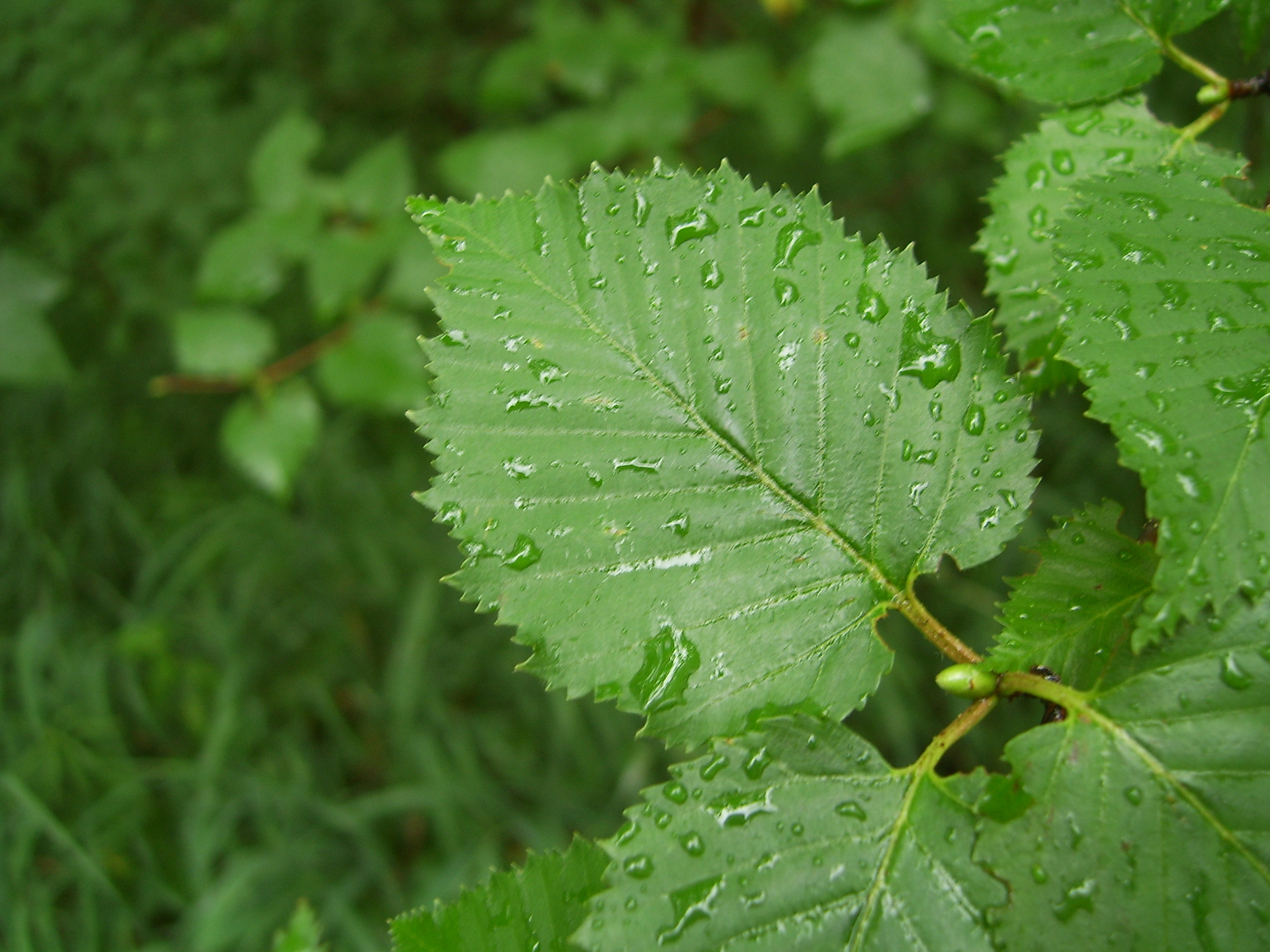
Detalle de la hoja

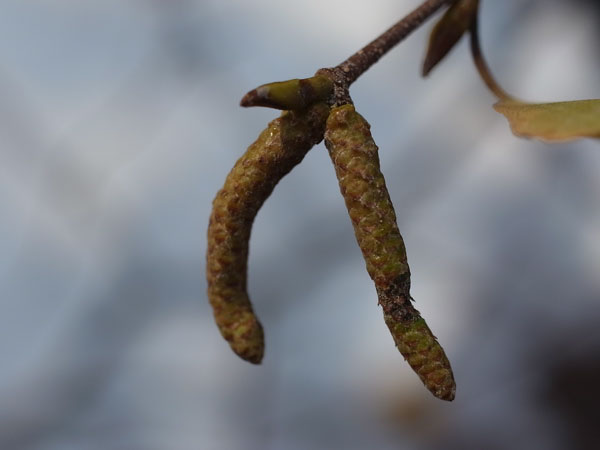
Flor

## Descripción
Betula platyphylla puede llegar a medir de 20 a 30 m de altura.

## Distribución y hábitat
Se puede encontrar en lugares de clima templado o subárticos de Asia: Japón, China, Corea y Siberia. 

## Taxonomía
Betula platyphylla fue descrita por Vladímir Sukachov y publicado en Trudy Botaničeskago Muzeja Imperatorskoj Akademii Nauk 8: 220, pl. 3. 1911.
Etimología
Betula: nombre genérico que dieron los griegos al abedul.
platyphylla: epíteto latino que significa "con hojas anchas".
Sinonimia
- Betula alba subsp. tauschii Regel
- Betula latifolia Kom.
- Betula platyphylla var. japonica (Miq.) Hara
- Betula verrucosa var. platyphylla (Sukaczev) Lindq.

subsp. kamtschatica (Regel) Vorosch.
- Betula alba var. kamtschatica Regel
- Betula kamtschatica (Regel) C.-A.Jansson
- Betula latifolia var. kamtschatica (Regel) Makino & Nemoto
- Betula mandshurica var. kamtschatica (Regel) Rehder
- Betula pendula subsp. kamtschatica (Regel) Shemberg
- Betula tauschii var. kamtschatica (Regel) Koidz.

subsp. mandshurica (Regel) Kitag.
- Betula alba var. japonica Miq.
- Betula alba subsp. mandshurica Regel
- Betula alba var. mandshurica (Regel) Franch.
- Betula japonica (Miq.) Siebold ex H.J.W.Winkl.
- Betula japonica var. mandshurica (Regel) H.J.P.Winkl.
- Betula japonica var. pluricostata H.J.P.Winkl.
- Betula japonica var. sachalinensis Koidz.
- Betula kenaica var. japonica (Miq.) Lindq.
- Betula latifolia var. cuneifolia Nakai
- Betula latifolia var. mandshurica (Regel) Nakai
- Betula latifolia var. pluricostata (H.J.P.Winkl.) Makino & Nemoto
- Betula mandshurica (Regel) Nakai
- Betula mandshurica var. japonica (Miq.) Rehder
- Betula pendula var. japonica (Miq.) Rehder
- Betula pendula f. microdonta C.K.Schneid.
- Betula tauschii var. cuneifolia (Nakai) Nemoto
- Betula tauschii f. laciniata Miyabe & Tatew.
- Betula tauschii var. pluricostata (H.J.P.Winkl.) Koidz.
- Betula verrucosa var. japonica (Miq.) A.Henry

subsp. minutifolia (Kozhevn.) Kozhevn.
- Betula cajanderi subsp. minutifolia Kozhevn.

subsp. platyphylla
- Betula ajanensis Kom.
- Betula alba var. camtschatica Regel
- Betula alba var. resinifera Regel
- Betula alba var. tauschii Regel
- Betula japonica var. camtschatica (Regel) H.J.P.Winkl.
- Betula japonica var. resinifera (Regel) H.J.P.Winkl.
- Betula japonica var. tauschii (Regel) H.J.P.Winkl.
- Betula pendula var. tauschii (Regel) Rehder
- Betula tauschii (Regel) Koidz.[3][4]